# Затемнення (фільм, 2015)
«Затемнення» (також «Затьмарення» або «Повернення», англ. Regression) — фільм-трилер, знятий Алехандро Аменабаром. Прем'єра стрічки відбулася на Міжнародному кінофестивалі у Сан-Себастьяні 18 вересня 2015 року, в Україні — 4 лютого 2016 року.Фільм розповідає про детектива Брюса Кеннера, який розслідує справу Джона Грея, котрого підозрюють у розбещенні своєї 17-річної доньки.

## У ролях
- Ітан Гоук — детектив Брюс Кеннер
- Емма Вотсон — Анджела Грей
- Девід Денсік — Джон Грей
- Девід Тьюліс — професор Кеннет Рейнс
- Девон Бостік — Рой Грей
- Дейл Діккі — Роуз Грей
- Аарон Ешмор — Джордж Несбітт
- Лотер Блюто — преподобний Мюррей
- Адам Бутчер — Броді
- Крістіан Бруун — Ендрю
- Аарон Абрамс — Фаррелл
- Пітер Макнілл — Клівленд

## Виробництво
Зйомки фільму почались 15 квітня 2014 року в місті Міссісога.